# Big Pun
Big Pun (pseudoniem van Christopher Lee Rios; New York, 10 november 1971 – White Plains, New York, 7 februari 2000) was een Amerikaanse rapper uit The Bronx, waar hij geboren was en opgroeide. Hij was voor het eerst te horen op de albums van The Beatnuts in "Off the Books" in 1997, en op Fat Joes tweede album Jealous One's Envy's uit 1995 in "Watch Out".
Zijn artiestennaam Big Pun was een afkorting van Big Punisher. Big Puns carrière als rapper was van korte duur toen hij op 28-jarige leeftijd overleed.

## Carrière
Gedurende de jaren 80 beoefende Big Punisher zijn talenten in de door hem opgerichte Full a Clips Crew met Triple Seis, Prospect en Cuban Link, die daarnaast ook nog de naam "Lyrical Assassin" droeg. Destijds noemde Pun zichzelf Big Moon Dawg in de rapscene van de Bronx. Pun ontmoette in 1995 Fat Joe, die toen aan zijn tweede album werkte. Behalve in Watch Out op dat album, viel Big Pun ook te beluisteren op de singles van dit nummer waar hij ook te horen was in "Fire Water". Christopher Rios' eerste undergroundhit was "I'm Not a Player". De remix van het nummer "Still Not a Player" bevatte ook de stem van Fat Joe. Hiermee werd hij bekender bij het grote publiek en het nummer begon op een hit te lijken. Kort daarna, in 1998, volgde zijn debuutalbum Capital Punishment. Dit was het eerste album van een latinorapper dat platina haalde na een vijfde plaats op de Billboard 200. Capital Punishment werd ook genomineerd voor een Grammy Award maar moest deze verliezen aan Jay-Z's Vol.2: Hard Knock Life. Hij werd een lid van Terror Squad waar Fat Joe de oprichter van was, samen met zijn oude Full a Clips Crew.

## Overlijden
Als kind had Christopher Rios nooit problemen met zijn gewicht en was, naar eigen zeggen, zelf meestal de smalle verschijning in een gezelschap. Volgens zijn vrouw begon hij rond zijn achttiende met een zeer overmatig eetgedrag wat telkens extremer werd. In de vroege jaren '90 kreeg hij last van obesitas en in een paar jaar had dit zich ontwikkeld tot morbide obesitas. Begin 1999 drukte een dokter hem op het hart om in behandeling te gaan omdat hij anders geen jaar meer te leven zou hebben. Hij verloor daar zo'n 35 kg maar kreeg het voor elkaar om vroegtijdig met zijn kuur te stoppen. Hij ging terug naar de staat New York en kwam al gauw de verloren kilo's weer aan.
Daarna werd het voor de mensen duidelijk dat Big Punisher er heel slecht aan toe was. Hij had overduidelijke ademhalingsproblemen op het podium, wat hij voorheen nooit had en hij werd rondgereden in een rolstoel om niet door zijn enkels heen te breken. Op 7 februari 2000 kreeg Christopher Rios een fatale hartaanval toen hij met zijn familie in het Crowne Plaza Hotel in White Plains verbleef tijdens een renovatie van hun huis. Naar zeggen van zijn vrouw en broer moest het ambulancepersoneel de deurpost forceren om hem buiten te krijgen. Toen hij net in het ziekenhuis aankwam, werd hij al doodverklaard nadat het ambulancebroeders bij herhaling niet was gelukt hem te reanimeren. Big Pun werd 28 jaar.

## Discografie

### Singles
| Single met eventuele hitnotering(en) in de Nederlandse Top 40 | Datum van verschijnen | Datum van binnenkomst | Hoogste positie | Aantal weken | Opmerkingen                                                |
| ------------------------------------------------------------- | --------------------- | --------------------- | --------------- | ------------ | ---------------------------------------------------------- |
| Feelin' So Good                                               | 2000                  | 04-03-2000            | 30              | 6            | met Jennifer Lopez & Fat Joe / Nr. 32 in de Single Top 100 |

| Single met hitnotering(en) in de Vlaamse Ultratop 50 | Datum van verschijnen | Datum van binnenkomst | Hoogste positie | Aantal weken | Opmerkingen                  |
| ---------------------------------------------------- | --------------------- | --------------------- | --------------- | ------------ | ---------------------------- |
| Feelin' so good                                      | 2000                  | 01-04-2000            | 42              | 2            | met Jennifer Lopez & Fat Joe |

- Bibliothèque nationale de France: cb14029371n (data)
- Gemeinsame Normdatei: 135085136
- International Standard Name Identifier: 0000 0003 6837 2356
- Library of Congress Control Number: no98099527
- MusicBrainz: 609e7afd-3552-4102-9501-7611858ea320
- Système universitaire de documentation: 084335009
- Virtual International Authority File: 24801222
- WorldCat: E39PBJdmhQmtxdCX7Q6dgQDg8C